# Xã Henrietta, Quận Lorain, Ohio
Xã Henrietta (tiếng Anh: Henrietta Township) là một xã thuộc quận Lorain, tiểu bang Ohio, Hoa Kỳ. Năm 2010, dân số của xã này là 1.861 người.